# Guilherme Guido
Guilherme Augusto Guido (ur. 12 lutego 1987 w Limeirze) – brazylijski pływak, specjalizujący się głównie w stylu grzbietowym.

## Kariera
W 2010 został dwukrotnym brązowym medalistą mistrzostw świata na krótkim basenie w sztafecie 4 × 100 m stylem zmiennym, natomiast dwa lata później został brązowym medalistą mistrzostw tej samej rangi w konkurencji 100 m stylem grzbietowym. Na igrzyskach panamerykańskich w Guadalajarze zdobył złoty i brązowy medal. W 2014 roku otrzymał dwa złote medale pływackich mistrzostw świata na krótkim basenie (w konkurencji 4 × 50 m oraz 4 × 100 m st. zmiennym), na krótszym dystansie brazylijska sztafeta z jego udziałem uzyskała w finale czas 1:30,51 – tym samym ustanowiła w tejże konkurencji rekord świata. W latach 2015–2018 otrzymał dwa medale igrzysk panamerykańskich w Toronto i piąty medal mistrzostw świata na basenie 25-metrowym, na igrzyskach panamerykańskich w Limie zaś zdobył złoty i dwa srebrne medale.
Trzykrotnie brał udział w igrzyskach olimpijskich: w Pekinie, Rio de Janeiro oraz Tokio.

## Rekordy życiowe
| Konkurencja                                   | Data                 | Miejsce        | Rezultat   |
| Basen 50 m                                    | Basen 50 m           | Basen 50 m     | Basen 50 m |
| --------------------------------------------- | -------------------- | -------------- | ---------- |
| 50 m stylem grzbietowym                       | 1 sierpnia 2009      | Rzym           | 24,49      |
| 100 m stylem grzbietowym                      | 22 lipca 2019        | Gwangju        | 52,95      |
| 200 m stylem grzbietowym                      | 19 kwietnia 2016     | Rio de Janeiro | 1:59,34    |
| 4 × 100 m stylem zmiennym                     | 2 sierpnia 2009      | Rzym           | 3:29,16    |
| 4 × 100 m stylem zmiennym (sztafeta mieszana) | 8 sierpnia 2019      | Lima           | 3:48,61    |
| Basen 25 m                                    |                      |                |            |
| 50 m stylem grzbietowym                       | 26 października 2019 | Budapeszt      | 22,55      |
| 100 m stylem grzbietowym                      | 3 września 2021      | Neapol         | 48,95      |
| 200 m stylem grzbietowym                      | 15 września 2016     | Santos         | 1:54,09    |
| 4 × 50 m stylem zmiennym                      | 4 grudnia 2014       | Doha           | 1:30,51    |